# 巻柿
巻柿、巻き柿（まきがき）は日本の郷土料理の1つ。干し柿を使った菓子である。岩手県、広島県、大分県、熊本県で見られる。

## 概要
へたと種を取り除いた干し柿を縦に割って、10個ほどを集めて竹の皮や藁で包み、縄で巻いたものである。
切断面が花模様に見えるのが特徴。

## 広島県
広島県湯来町（現・広島市）では巻き柿を特産品としている。
干し柿にユズの皮を散らして長さは約20センチメートルほどに巻き、1本当たり15個前後の柿を使用する。
湯来町では昭和初期に生産が始まったとされ、お茶請けや贈答品として親しまれていたが、JA広島では2019年に生産を終了している。

## 佐賀県
佐賀県大和町（現・佐賀市）の松瀬地域は干し柿の産地であり、古くから菓子として巻き柿を作っている。

## 大分県
大分県中津市耶馬渓地域の農村部では1500年代以前より作られている古典的な菓子である。
おくどさん（竈）の上に吊るすことで、保存性を高めていた。また、贈答品としても用いられていた。

## 熊本県
熊本県宇城地方（宇土市、宇城市、下益城郡）や山都町は干し柿の産地としても知られるが、巻柿も伝統食として食される。「福をかき寄せる」という意味合いから縁起物として正月に食されたり、年末の贈答として用いられる。12月の巻柿つくりは師走の風物詩ともなっている。
柿は「投烏帽子（なやぼし）」という品種が使用され、干している途中で手もみを行って形を整える。干し柿の表面に果糖が白く粉を吹くようになったら、軸と先端部分を切り取って、縦に切り込みを入れて開き、種を取り除き10数個を重ねて、竹の皮に包み、藁で巻いた後、縄で巻き上げる。断面は干し柿のあめ色と果糖の白粉の層が、バラの花のように見える。